# Lista de países e territórios da Oceania por PPC

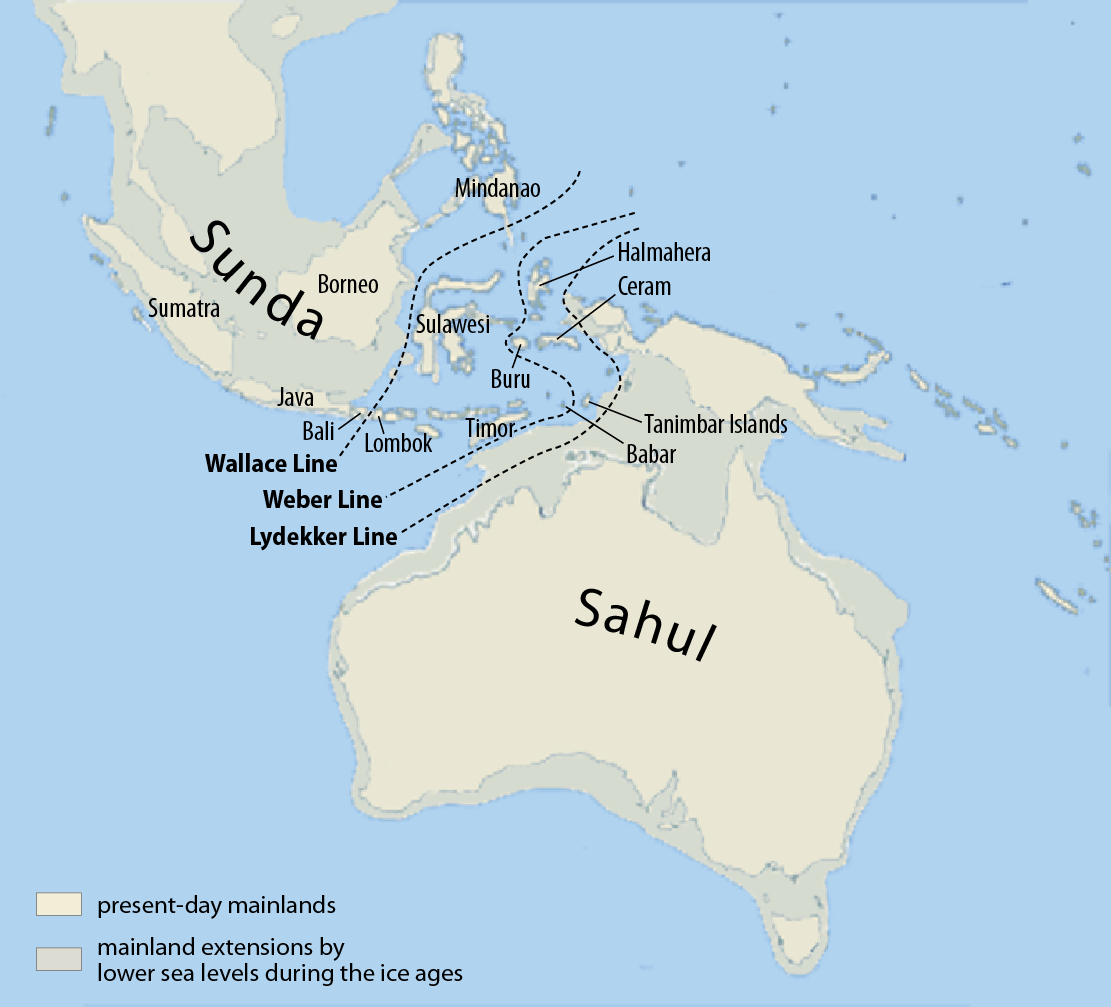
As três linhas propostas de separação entre a Ásia e a Oceania: a Linha da Wallace, a linha de Weber e a linha de Lydekker. Na era glacial, Sondalândia (Grande Sonda) era unida ao restante da Ásia e hoje compartilha a biodiversidade da Ásia. Já Sahul formava um continente único, e com biodiversidade distinta do restante da Ásia. Hoje Sahul é dividida entre Nova Guiné, Austrália e Tasmânia.

Esta é uma lista de países e territórios da Oceania classificados pelo Produto Interno Bruto por poder de paridade de compra (PPC) baseados em dados do Fundo Monetário Internacional   de 2025, do Banco Mundial de 2022 (retirada da lista na página knoema.com  ) e da página Stats Pacífica Data. A lista também apresenta o PIB por PPC do Havaí de 2025 obtido na página do governo do estado do Havái , o PIB da parte Indonésia da ilha de Nova Guiné (Nova Guiné Ocidental) foi baseado no percentual do PIB de todas as províncias da ilha de Papua em relação ao PIB total da Indonésia e o PIB por PPC do país Papua Nova Guiné foi obtido na página do World Economics reaserch de 2025  . O PIB per capita em PPC de Fiji e Tonga foram obtidos em CEICData.com baseados em projeções do FMI para 2025. A lista de população é de 2025 segundo expectativas da divisão populacional das Nações Unidas obtidas na página WorldOMeters.com .  A lista compreende nações soberanas da região, territórios ultramarinhos e ilhas que pertençam a Oceania. O ranque dos países foi estabelecido pelo tamanho do PIB. Na segunda tabela há uma lista de ilhas sem população residente da Oceania.
Os limites da extensão da Oceania variam entre autores, mas a maioria das definições reconhecem a Australásia, antigo continente também conhecido como Sahul, formado pelos atuais territórios da  Austrália, da Tasmânia e da Nova Guiné. Esses territórios eram unidos como um único continente quando o nível do mar era bem mais baixo no período glacial, antes do degelo no hemisfério norte, há cerca 15 mil anos. Com o degelo do hemisfério norte, o nível do mar subiu e Sahul foi separada nos três territórios atuais. 

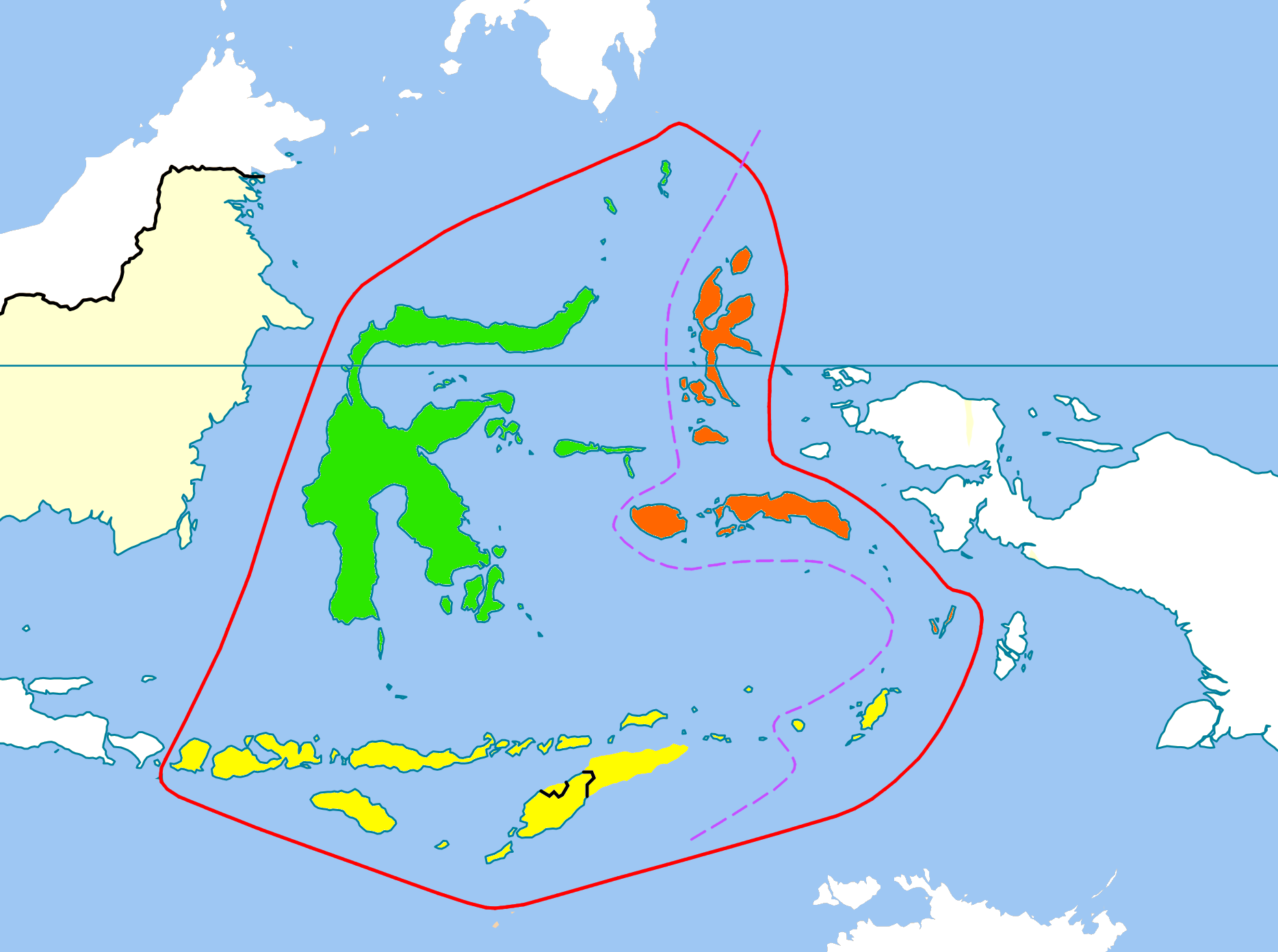
Wallacea, é formada pelas ilhas de Célebes (verde), ilhas Molucas (laranja) e Pequenas Ilhas de Sonda (amarelo que inclui o Timor-Leste) e apresentam biodiversidade diferente da parte ocidental do arquipélago malaio.

A Nova Zelândia e parte oriental do Arquipélago Malaio também são reconhecidos como sendo partes da Oceania.
Wallace, descobriu que a parte ocidental da Indonésia possuía um fauna e flora muito semelhante a do restante da parte continental do sudeste asiático. Mas, as ilhas da parte oriental do arquipélago malaio tinham fauna e flora bem diferentes. Ele mapeou as espécies das ilhas e finalmente traçou uma linha conhecida como linha de Wallace, que dividiu zoologicamente e botanicamente o arquipélago malaio ocidental em asiático e o arquipélago malaio oriental como da Oceania, em uma região que ficou conhecida como Wallaceia. A leste da linha de Wallace, a vegetação e a fauna das ilhas é totalmente distinta da parte ocidental.
Os achados de Wallace são explicados por fatores climático-geográfico. Na última era Glacial, que durou 90 mil anos (entre 100 mil anos até 10 mil anos atrás)  quando o nível do mar era bem mais baixo, Sumatra, Java, Bornéu e Bali eram unidas a península malaia formando um território só, conhecido como Sondalândia. A Sondalândia ou simplesmente Grande Sonda, era um território unido ao restante do Sudeste Asiático, a fauna e flora era a mesma em toda a região da Sondalândia. Há 15 mil anos o aquecimento da terra derreteu o gelo que cobria boa parte do hemisfério norte da terra e houve a elevação do nível do mar, assim a  Sondalândia desapareceu criando as atuais Grandes Ilhas de Sonda (Sumatra, Bornéu e Java) e a ilha Bali, que compartilham a mesma fauna e flora do restante do Sudeste da Ásia.
Já a leste da linha de Wallace, a parte oriental do arquipélago Malaio que compreende as Pequenas Ilhas de Sonda (no sul da Indonésia e ao qual também pertence o Timor-Leste), a Ilha de Célebes (Indonésia), e as ilhas Molucas (Indonésia) possuem outro ecossistema, a fauna e a flora são distintas da parte ocidental da Indonésia, e, a esse conjunto de ilhas da parte oriental do arquipélago malaio, deu-se o nome de Wallacea.
Resumindo, a linha de Wallace é uma linha baseada em uma divisão zoológica e histórico-geográfica dos continentes.  Os ecossistemas de Sahul (Austrália, Nova Guiné e Tasmânia) são semelhantes entre si; os ecossistemas da Wallacea (Célebes, Molucas e Pequenas Ilhas de Sonda) são semelhantes entre si; e ambos os ecossistemas Sahul e Wallacea tem fauna e flora diferentes das ilhas que compõe as Grandes ilhas de Sonda (Sumatra, Bornéo, Java), mas as Grandes Ilhas de Sonda tem fauna e flora semelhante ao ecossistema do restante do sudeste da Ásia.
Posteriormente, Weber, postulou uma linha, A linha de Weber que é uma linha que separa a Ásia da Oceania do ponto de vista Antropológico, pois considera a parte oriental do arquipélago Malaio, compreendia pelas Ilhas Molucas e pela Papua Ocidental (na Nova Guiné), como pertencente a etnia da Melanésia, uma das três regiões étnicas da Oceania (as três regiões étnicas da Oceania são a Melanésia, a Micronésia e a Polinésia). O termo Melanésia foi cunhado por Jules Dumont d'Urville em 1832 para identificar um grupo de ilhas com características étnicas distintas dos nativos do restante da Oceania, isto é, distinto da Polinésia e da Micronésia, caracterizados por ter uma pele mais negra, por sinal, Melanésia significa em grego "ilhas dos negros".

Linha de Wallace que separa a bio-geograficamente a Ásia da Oceania.

Já a Linha de Lydekker separa culturalmente a Ásia da Oceania, a linha passa a oeste da Nova Guiné e da Austrália e é a divisa geográfica mais usada entre os dois continentes.
A definição dos limites norte, leste e sul da extensão da Oceania também variam; no entanto,  geralmente são consideras como os extremos geográficos da Oceania no noroeste as Ilhas Bonin, que pertencem ao Japão; o limite no norte é o Atol de Midway e no nordeste o arquipélogo do Havaí, que é um dos estados dos Estados Unidos; o limite leste da Oceania são as Ilhas Sala e Gómez que pertencem a província da Ilha da Páscoa, território do Chile e o limite ao sul a Ilha Macquarie, pertencente à Austrália.
| Rank | Países ou Territórios                   | PIB (PPC) em milhões de US | PIB per capta (PPC) em US | População (2025) | Área em km2 | Ano  | ref.         |
| ---- | --------------------------------------- | -------------------------- | ------------------------- | ---------------- | ----------- | ---- | ------------ |
| 1    | Austrália                               | 1 970 000                  | 73 744                    | 26 714 000       | 7 692 024   | 2025 | [ 1 ]        |
| 2    | Nova Zelândia                           | 294 560                    | 56 494                    | 5 214 000        | 268 021     | 2025 | [ 1 ]        |
| 3    | Havaí (Estados Unidos)                  | 121 621                    | 83 934                    | 1 449 000        | 28 311      | 2025 | [ 6 ]        |
| 4    | Nova Guné Ocidental (Indonésia)         | 121 047                    | 27 404                    | 4 417 200        | 418 708     | 2024 | [ 7 ] [ 8 ]  |
| 5    | Papua-Nova Guiné                        | 69 860                     | 6 605                     | 10 577 000       | 462 840     | 2025 | [ 8 ]        |
| 6    | Fiji                                    | 16 560                     | 17 826                    | 929 000          | 18 274      | 2025 | [ 12 ]       |
| 7    | Nova Caledônia (França)                 | 11 110                     | 36 753                    | 292 300          | 18 575      | 2023 | [ 5 ]        |
| 8    | Guam (Estados Unidos)                   | 7 028                      | 41 833                    | 17 300           | 544         | 2022 | [ 4 ]        |
| 9    | Polinésia Francesa (França)             | 5 934                      | 21 042                    | 282 000          | 4 167       | 2022 | [ 4 ]        |
| 10   | Ilhas Salomão                           | 2 206                      | 2 690                     | 820 000          | 28 400      | 2025 | [ 2 ]        |
| 11   | Samoa                                   | 1 604                      | 7 325                     | 219 000          | 2 842       | 2025 | [ 2 ]        |
| 12   | Marianas Setentrionais (Estados Unidos) | 1 182                      | 26 267                    | 45 000           | 477         | 2023 | [ 5 ]        |
| 13   | Vanuatu                                 | 1 032                      | 3 146                     | 328 000          | 12 189      | 2025 | [ 1 ]        |
| 14   | Samoa Americana (Estados Unidos)        | 871                        | 18 532                    | 47 000           | 224         | 2022 | [ 3 ]        |
| 15   | Tonga                                   | 862                        | 8 205                     | 105 000          | 748         | 2025 | [ 13 ]       |
| 16   | Micronésia                              | 554                        | 4 860                     | 114 000          | 702         | 2025 | [ 2 ]        |
| 17   | Kiribati                                | 509                        | 3 771                     | 135 000          | 811         | 2025 | [ 2 ]        |
| 18   | Palau                                   | 342                        | 19 010                    | 18 000           | 459         | 2025 | [ 2 ]        |
| 19   | Ilhas Marshall (Estados Unidos)         | 299                        | 7 868                     | 38 000           | 181         | 2025 | [ 1 ]        |
| 20   | Ilhas Cook (Nova Zelândia)              | 290                        | 20 714                    | 14 000           | 240         | 2023 | [ 5 ]        |
| 21   | Ilha da Páscoa (Chile)                  | 249                        | 28 935                    | 8 600            | 164         | 2016 | [ 14 ]       |
| 22   | Ogasawara (Japão -Ilhas Bonin)          | 208                        | 83 200                    | 2 500            | 107         | 2022 | [ 15 ] [ 1 ] |
| 23   | Ilha Norfolk (Austrália)                | 195                        | 88 636                    | 2 200            | 35          | 2024 | [ 16 ]       |
| 24   | Nauru                                   | 150                        | 12 500                    | 12 000           | 21          | 2025 | [ 1 ]        |
| 25   | Wallis e Futuna (França)                | 140                        | 12 174                    | 11 500           | 142         | 2023 | [ 5 ]        |
| 26   | Tuvalu                                  | 71                         | 7 100                     | 10 000           | 26          | 2025 | [ 1 ]        |
| 27   | Niue (Nova Zelândia)                    | 39                         | 19 464                    | 2 000            | 260         | 2023 | [ 5 ]        |
| 28   | Tokelau (Nova Zelândia)                 | 19                         | 7 445                     | 2 500            | 10          | 2023 | [ 5 ]        |
| 29   | Ilhas Pitcairn (Grã-Bretanha)           | 0,153                      | 3 060                     | 50               | 47          | 2023 | [ 5 ]        |
|      | Oceania                                 | 2 628 541                  | 50 571                    | 51 977 550       | 8 962 046   |      |              |

| Território                    | Área em km2 |
| ----------------------------- | ----------- |
| Ilhas do Mar de Coral         | 780 000     |
| Ilha Macquaria                | 128         |
| Atol Palmyra                  | 12          |
| Okinotorishima (Parece Vela)  | 8,48        |
| Ilha Wake                     | 7           |
| Altol Midway                  | 6,22        |
| Ilhas Ashmore e Cartier       | 5           |
| Ilha Jarvis                   | 4,5         |
| Ilhas Sala y Gómez            | 3           |
| Atol Johnston                 | 2,6         |
| Ilha Baker                    | 2,1         |
| Ilha Howland                  | 1,8         |
| Minamitorishima (Ilha Marcus) | 1,2         |
| Recife Kingman                | 0,3         |